# 몰리 버넷
몰리 버넷(Molly Burnett, 1988년 1월 23일 ~ )은 미국의 배우이다.